# Bradford Peverell
Bradford Peverell – wieś w Anglii, w hrabstwie Dorset. Leży 6 km na północny zachód od miasta Dorchester i 186 km na południowy zachód od Londynu.